# Méry-sur-Oise
Méry-sur-Oise egy község Franciaországban. Lakosainak száma 10 015 fő (2022. január 1.).

## Földrajza
Méry-sur-Oise Auvers-sur-Oise, Bessancourt, Frépillon, Mériel, Pierrelaye, Saint-Ouen-l’Aumône és Villiers-Adam községekkel határos.